# Dodge Coronet
Dodge Coronet – samochód osobowy klasy średniej-wyższej (pełnowymiarowej) produkowany pod amerykańską marką Dodge w latach 1949 – 1976.

## Pierwsza generacja

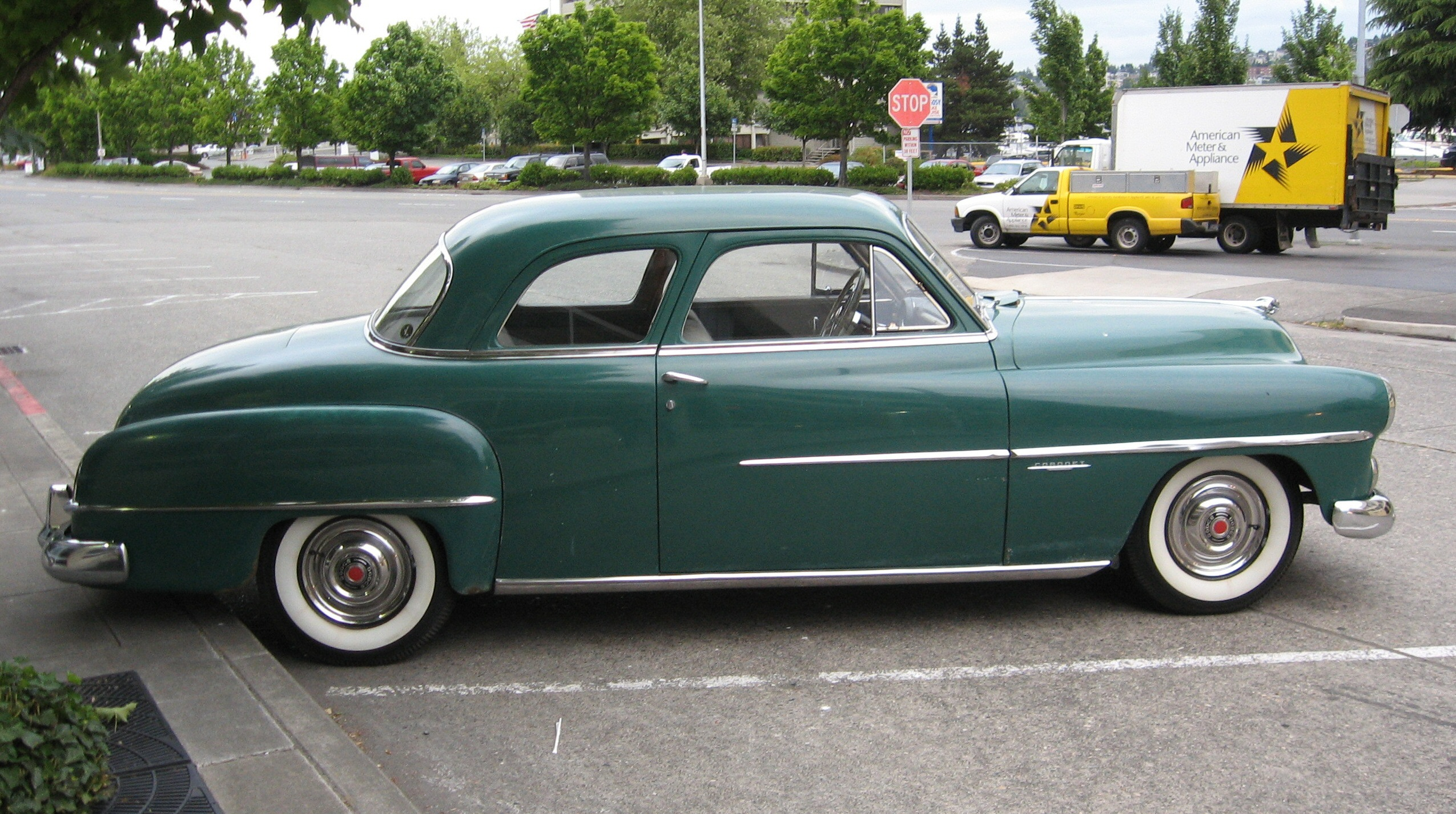
1951 Dodge Coronet coupe

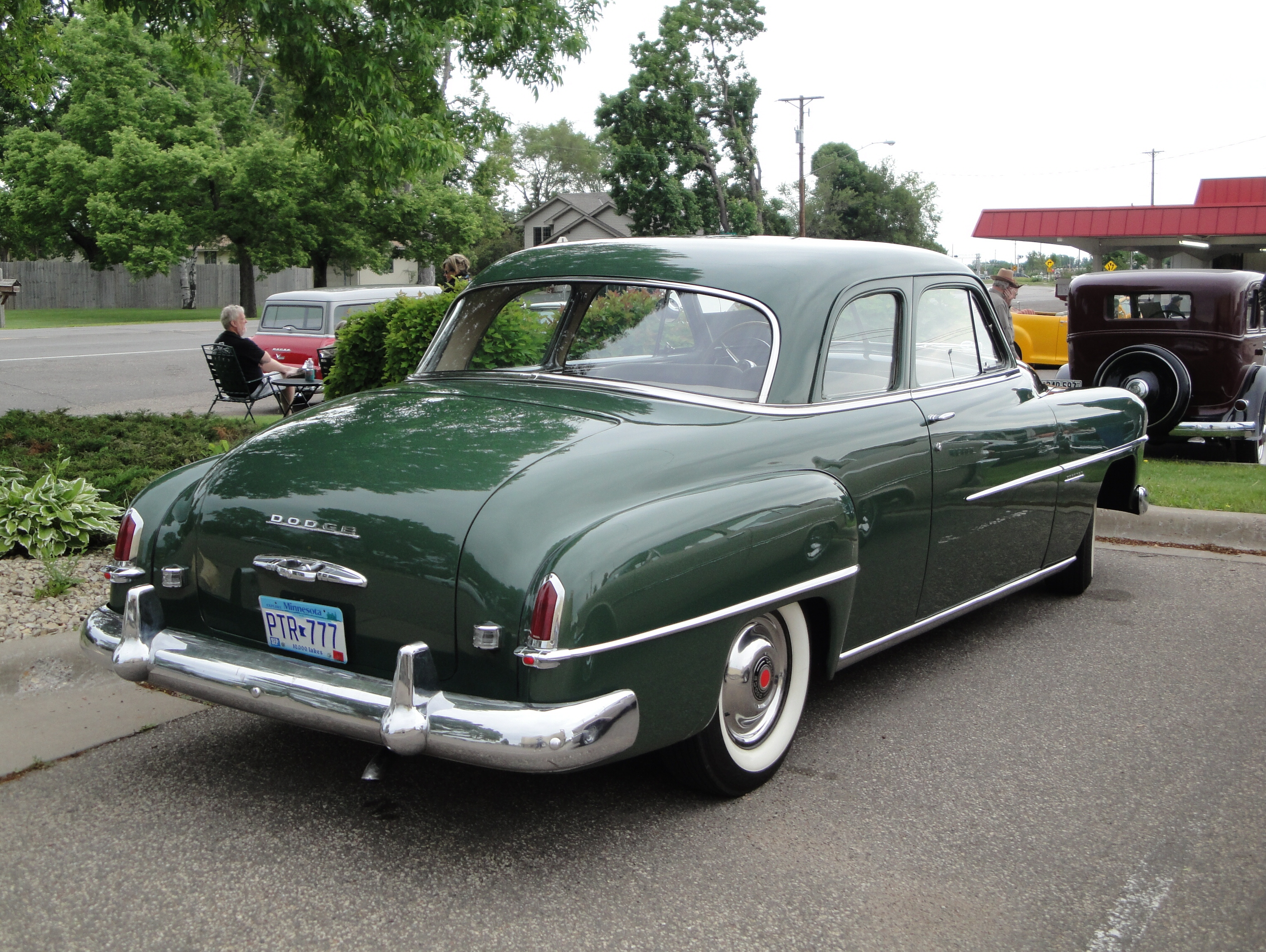
1951 Dodge Coronet coupe - tył

Dodge Coronet został zaprezentowany po raz pierwszy w 1949 roku.
W lutym 1949 roku Dodge zaprezentował nowe samochody klasy pełnowymiarowej, w tym pierwszą generację modelu Coronet utrzymaną w charakterystycznej stylistyce dla powojennych modeli marki. Wprowadziły one nowocześniejsze nadwozia, z błotnikami przednimi stanowiącymi jednolitą płaszczyznę z drzwiami, oraz mniej wystającymi błotnikami tylnymi. Najbardziej wyrazistymi elementami były okrągłe reflektory umiejscowione na wyraźnie zaznaczonych błotnikach, a także duża chromowana atrapa chłodnicy i delikatnie ścięty tył. Atrapę chłodnicy w tym roku stanowiła chromowana krata z dużymi prostokątnymi otworami, ozdobiona trzema poziomymi belkami, z czego górna i dolna rozciągały się na całą szerokość przodu. Coronet był najdroższym modelem marki, następcą modelu Dodge Custom. Modelem bliźniaczym był tańszy, ubożej wykończony Dodge Meadowbrook, oferowany tylko z nadwoziem sedan. Rozstaw osi obu modeli, o kodzie fabrycznym D-30, wynosił 123,5 cala (314 cm).
Gamę nadwozi modelu Coronet stanowiły początkowo:
- 4-drzwiowy 6-miejscowy sedan,
- 4-drzwiowy 8-miejscowy przedłużony sedan (rozstaw osi 137,5" = 3,5 m),
- 5-drzwiowy 9-miejscowy kombi (o konstrukcji stalowo-drewnianej),
- 2-drzwiowy 6-miejscowy coupé (ang. Club Coupe),
- 2-drzwiowy 6-miejscowy kabriolet (ang. Convertible).

Napęd stanowił w pierwszym roku tylko silnik 6-cylindrowy rzędowy dolnozaworowy L-Head o pojemności 230,2 cali sześciennych (3,8 l) i mocy 103 KM. Skrzynia biegów była manualna, z przekładnią hydrokinetyczną Gyrol Fluid-Drive, opcjonalnie dwubiegowa skrzynia półautomatyczna Gyro-Matic. Opony w podstawowyh wersjach miały rozmiar 7,00×15. Ceny bazowe wynosiły od 1913 dolarów za Club Coupe i 1927 dolarów za zwykły sedan do 2865 dolarów za kombi. Produkcja Coronetów w pierwszym roku wynosiła około 45% z 256 852 samochodów wyprodukowanych przez Dodge'a.

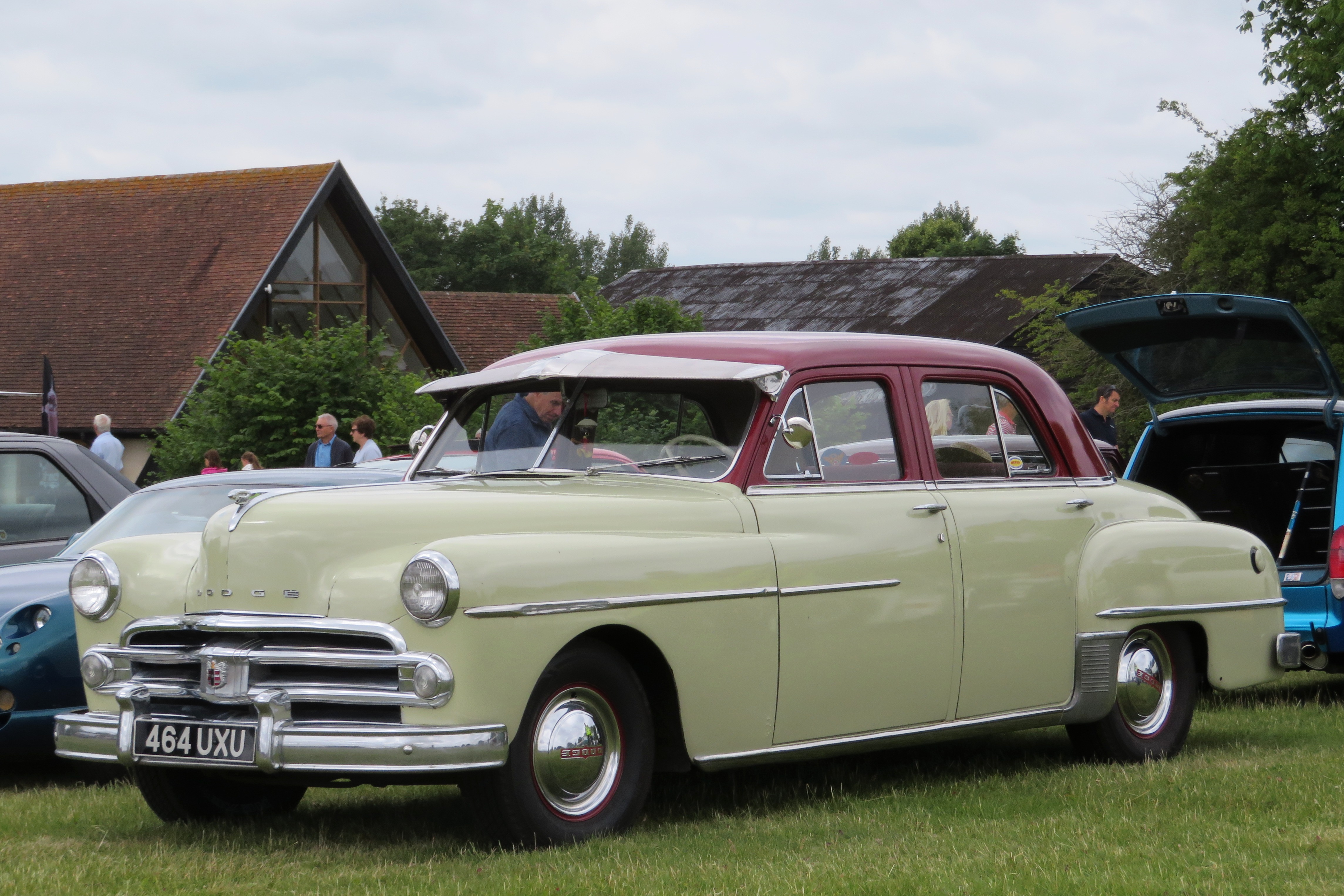
1950 Dodge Coronet sedan

W styczniu 1950 roku samochód otrzymał niewielki lifting, głównie dotyczący atrapy chłodnicy, złożonej z trzech poziomych belek, z których górna była zagięta, dotykając końcami środkowej belki. Dwie niższe belki rozciągały się na całą szerokość przodu i łączyły na krańcach, otaczając okrągłe światła parkingowe. Na środku dolnych belek był emblemat firmowy. Model ten nosił kod fabryczny D-34. Do gamy nadwozi doszedł dwudrzwiowy hardtop o dodatkowej nazwie Diplomat oraz pięciodrzwiowe sześciomiejscowe kombi o konstrukcji stalowej, o dodatkowej nazwie Sierra.

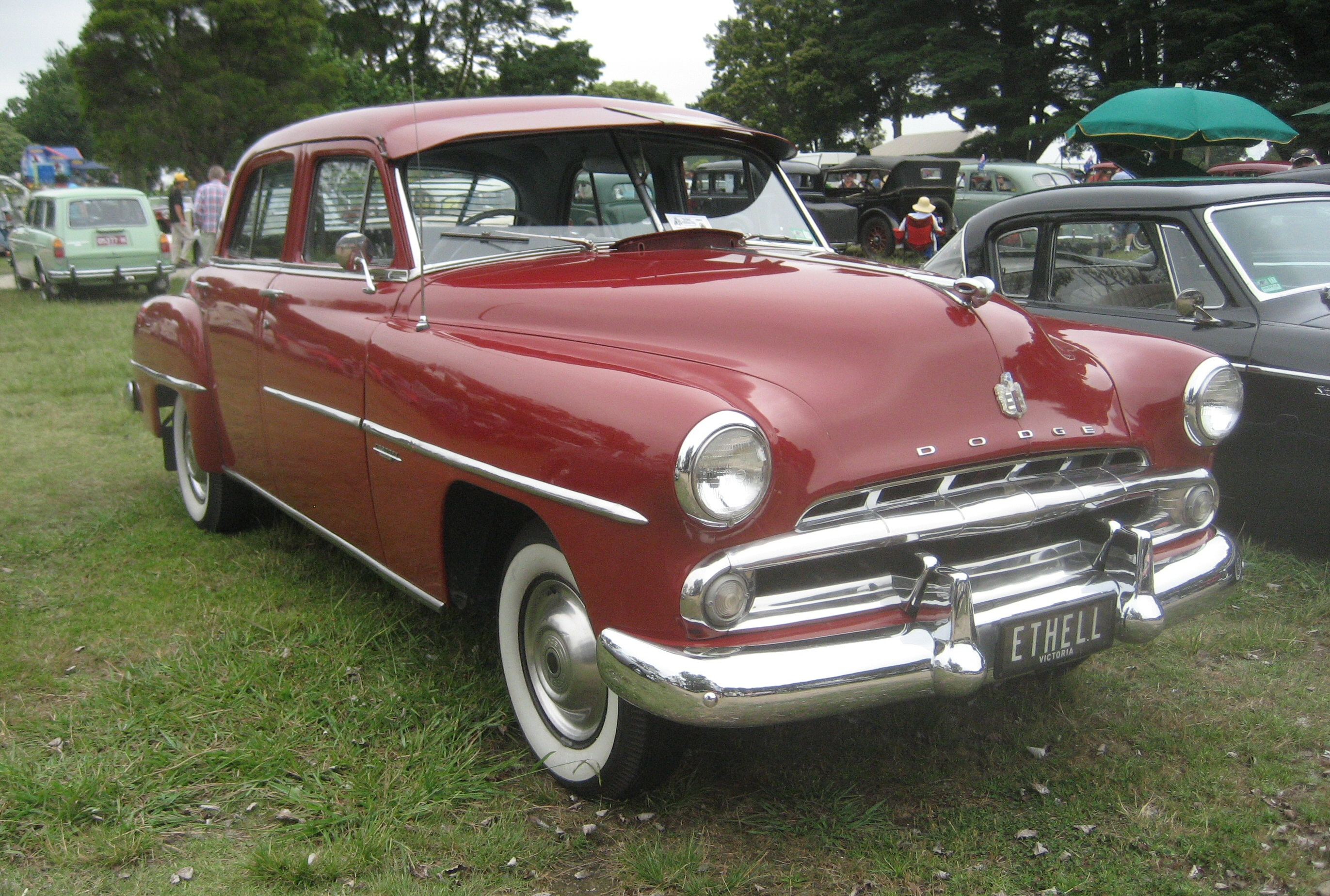
1952 Dodge Coronet sedan

W styczniu 1951 roku wprowadzono kolejny niewielki lifting, unowocześniając wygląd przedniego pasa. W miejscu górnej belki atrapy chłodnicy zastosowano kratę z sześcioma podłużnymi otworami, a dwie pozostałe belki, nadal obejmujące światła parkingowe, nie były już połączone na środku. Wersje nadwoziowa i napęd pozostały takie same, z tym, że zrezygnowano z drewniano-stalowego kombi. Ceny samochodu poszły w górę i wynosiły od 2132 dolarów za Club Coupe do 2916 dolarów za ośmiomiejscowy sedan. Model ten nosił kod fabryczny D-42.
Na kolejny 1952 rok modelowy zmiany były jedynie kosmetyczne (m.in. lakierowana na kolor nadwozia zamiast szarego wewnętrzna powierzchnia dolnej belki atrapy chłodnicy oraz listwy na tylnych błotnikach nie dochodzące do świateł), a kod modelu pozostał ten sam. Ceny ponownie nieco wzrosły, od 2225 do 3043 dolarów. Produkcja Coroneta stanowiła około 52% z 205 149 samochodów Dodge'a w tym roku.

### Silniki
- R6 3,77 l, 103 KM

## Druga generacja

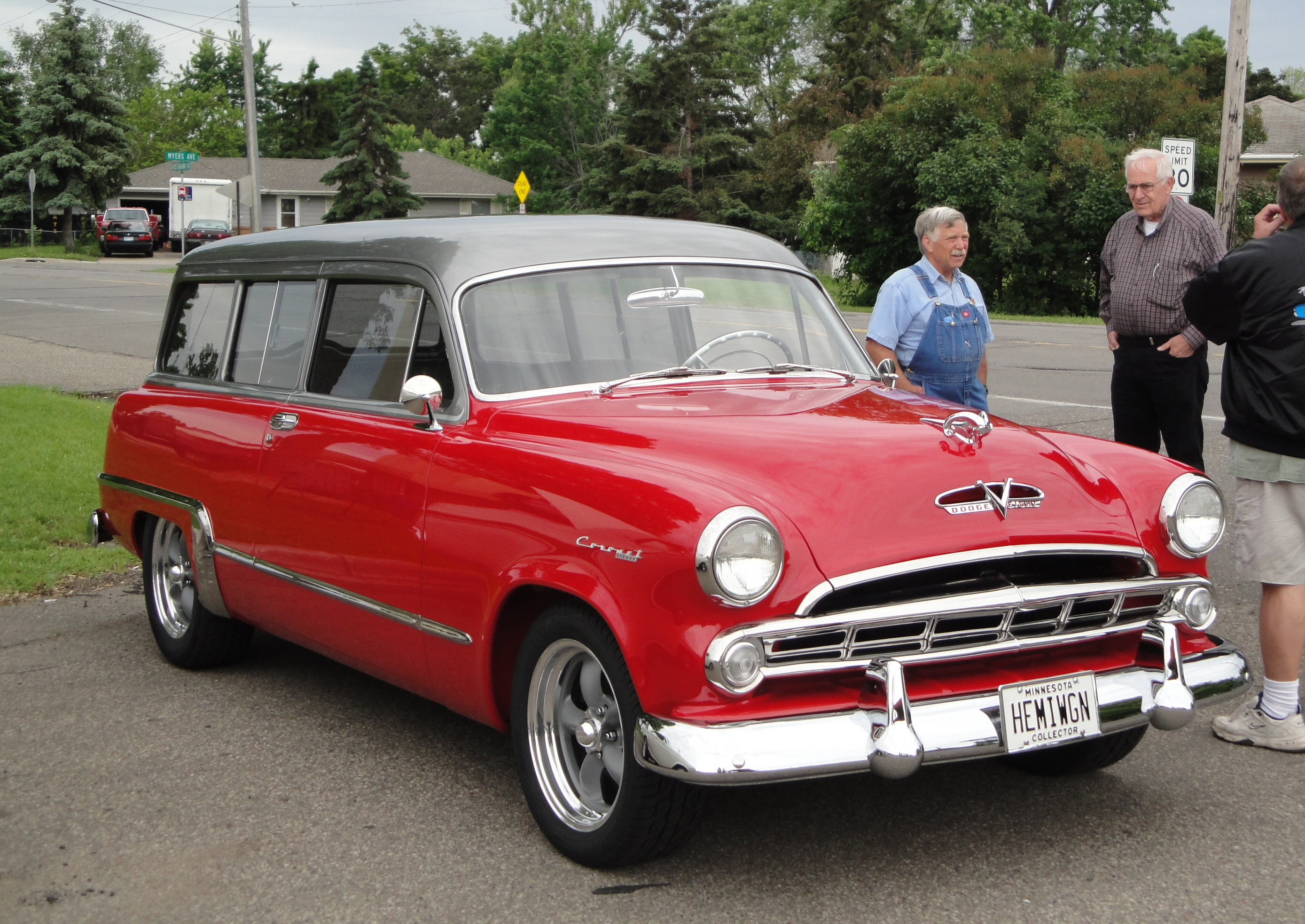
1953 Dodge Coronet Sierra

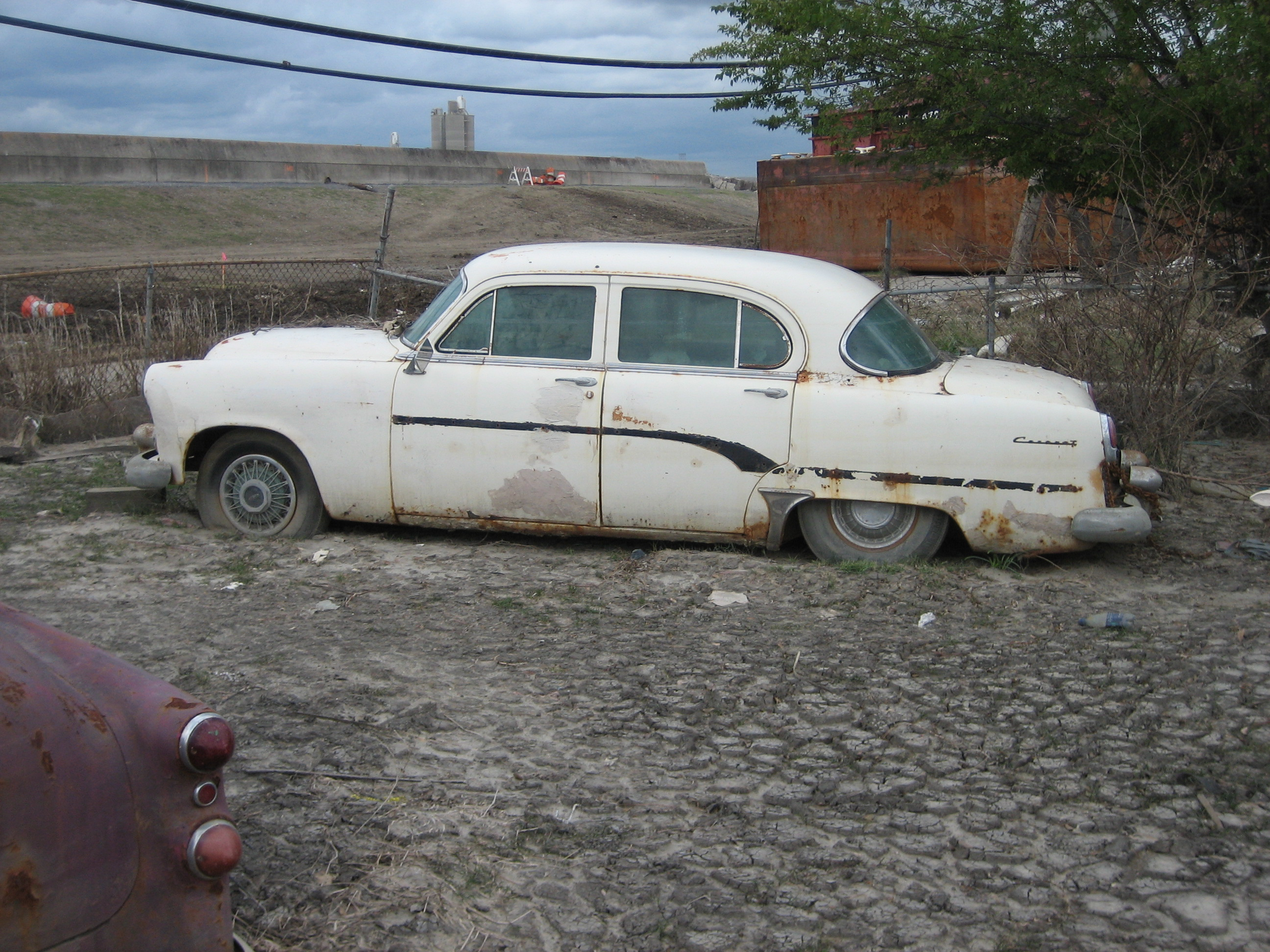
1954 Dodge Coronet sedan - tył

W październiku 1952 roku Dodge przedstawił drugą, zupełnie nową generację Coroneta, na 1953 rok modelowy. Samochód przeszedł ewolucyjny kierunek zmian, z większą kabiną pasażerską i przestronniejszym tylnym rzędem siedzeń. Błotniki zyskały mniej strzelisty kształt, a maska mniej wybrzuszone proporcje. Nowe nadwozie miało gładkie boki, bez wystających błotników, oraz jednoczęściową szybę przednią i silnie wygiętą panoramiczną szybę tylną. Jednocześnie zachowano charakterystycznie zabudowane tylne nadkole. Atrapa chłodnicy była podobna do zeszłorocznej, lecz obecnie krata z sześcioma podłużnymi otworami znajdowała się między dwoma dolnymi poziomymi belkami, obejmującymi światła postojowe, a nad nimi była trzecia wygięta belka. Wersje z silnikiem V8 miały dodatkowy ozdobny wlot powietrza na masce z logo „V8”. Rozstaw osi zmniejszono do 119 cali (302 cm) lub 114 cali (290 cm) w wersjach kombi, kabriolet i hardtop, które dzieliły konstrukcję z samochodami Plymouth.
Oprócz czterodrzwiowego sedana, pozostałe odmiany nadwoziowe: coupé (Club Coupe), kabriolet i hardtop, były dwudrzwiowe. Również kombi Coronet Sierra było w pierwszym roku trzydrzwiowe. Zrezygnowano natomiast z przedłużanego sedana. Obok dotychczasowego silnika R6 o pojemności 230,2 cali sześciennych (3,8 l) i mocy 103 KM pojawił się opcjonalny silnik V8 Hemi Red Ram o pojemności 241,4 cali sześciennych (4 l) i mocy 140 KM. Silnik V8 był standardowy w odmianach kombi, hardtop i kabriolet (D-48). Standardowa skrzynia biegów była 3-biegowa manualna, natomiast opcjonalnie był dostępny nadbieg zwiększający ekonomikę, przekładnia hydrokinetyczna Gyrol Fluid-Drive, dwubiegowa skrzynia półautomatyczna Gyro-Matic lub (tylko z silnikiem V8) automatyczna Gyro-Torque. Opony miały rozmiar 7,10×15. Odmiany o dłuższym rozstawie osi (sedan i coupe) nosiły kod fabryczny D-44 z silnikiem V8 lub D-46 z silnikiem R6, a pozostałe nosiły kod D-48.
Ceny bazowe wynosił od 2109 dolarów za coupe i 2136 za sedan do 2528 za kombi Sierra. Łącznie wyprodukowano na rynek amerykański 176 934 samochodów tego rocznika, co stanowiło 56,4% sprzedaży marki.
Na 1954 rok modelowy, od października 1953 roku do gamy Dodge'a doszedł nowy najdroższy model Royal, w związku z czym Coronet stał się modelem pośrednim marki. Do gamy nadwozi doszło pięciodrzwiowe kombi, które otrzymało nazwę Sierra i było dostępne w odmianach sześcio- i dziewięciomiejscowej, a trzydrzwiowe sześciomiejscowe kombi nazwano Suburban (poprzednio była to odmiana modelu Meadowbrook). W nadwoziu zmieniono styl atrapy przedniej. Zrezygnowano z kraty, a dominującym elementem stała się belka pośrodku, zwężająca się ku końcom, z masywnym centralnym żebrem łączącym ją ze zderzakiem. Dzięki podniesieniu stopnia sprężania, moc silnika R6 podniesiono do 110 KM, a V8 do 150 KM. Silnik V8 był standardowy z odmianach hardtop i kabriolet. Odmiany sedan i coupe nosiły kod fabryczny D-50-2 z silnikiem V8 lub D-51-2 z silnikiem R6, a pozostałe nosiły kod D-53-2 z silnikiem V8, lub (tylko w przypadku kombi) D-52 z silnikiem R6. Ceny były podobne, jak w poprzednim roku, a wyprodukowano ich 74 401.

### Silniki
- R6 3,77 l
- V8 3,96 l

## Trzecia generacja

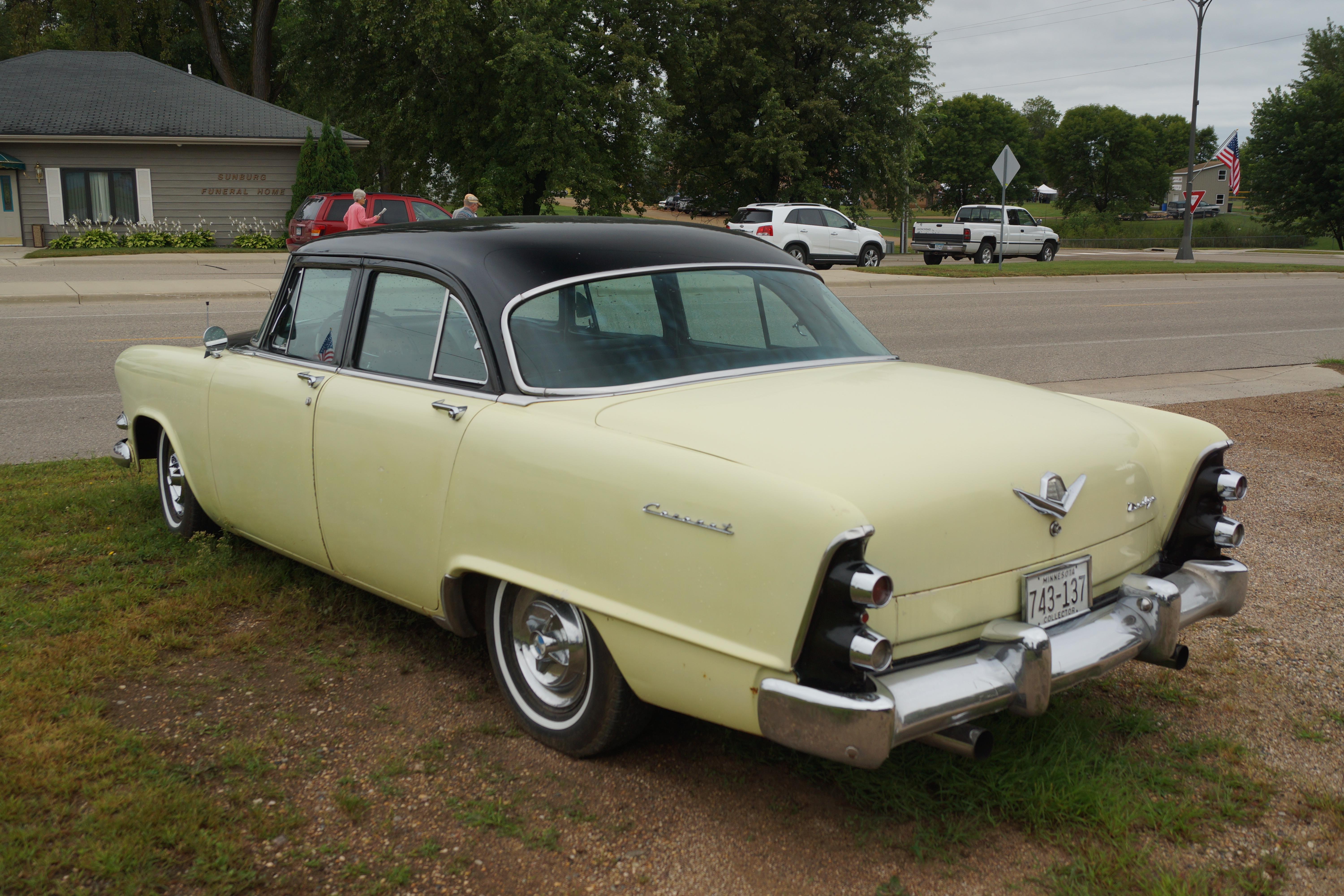
Dodge Coronet III - tył

Dodge Coronet III został zaprezentowany po raz pierwszy w 1955 roku.
W 1955 roku Dodge zaprezentował nową rodzinę pełnowymiarowych sedanów, które utrzymano w jednym projekcie stylistycznym, nadając im różne nazwy, uzależnione od poziomu wyposażenia. Coronet III pełnił funkcję droższego i bardziej luksusowego wariantu w stosunku do modelu Royal, odróżniając się od niego wizualnie głównie innym malowaniem nadwozia. W porównaniu do poprzedników, Coronet stał się większy i masywniejszy.

### Silnik
- L6 3.8l Getaway
- V8 4.4l Red Ram
- V8 5.3l
- V8 5.7l
- V8 5.9l

## Czwarta generacja

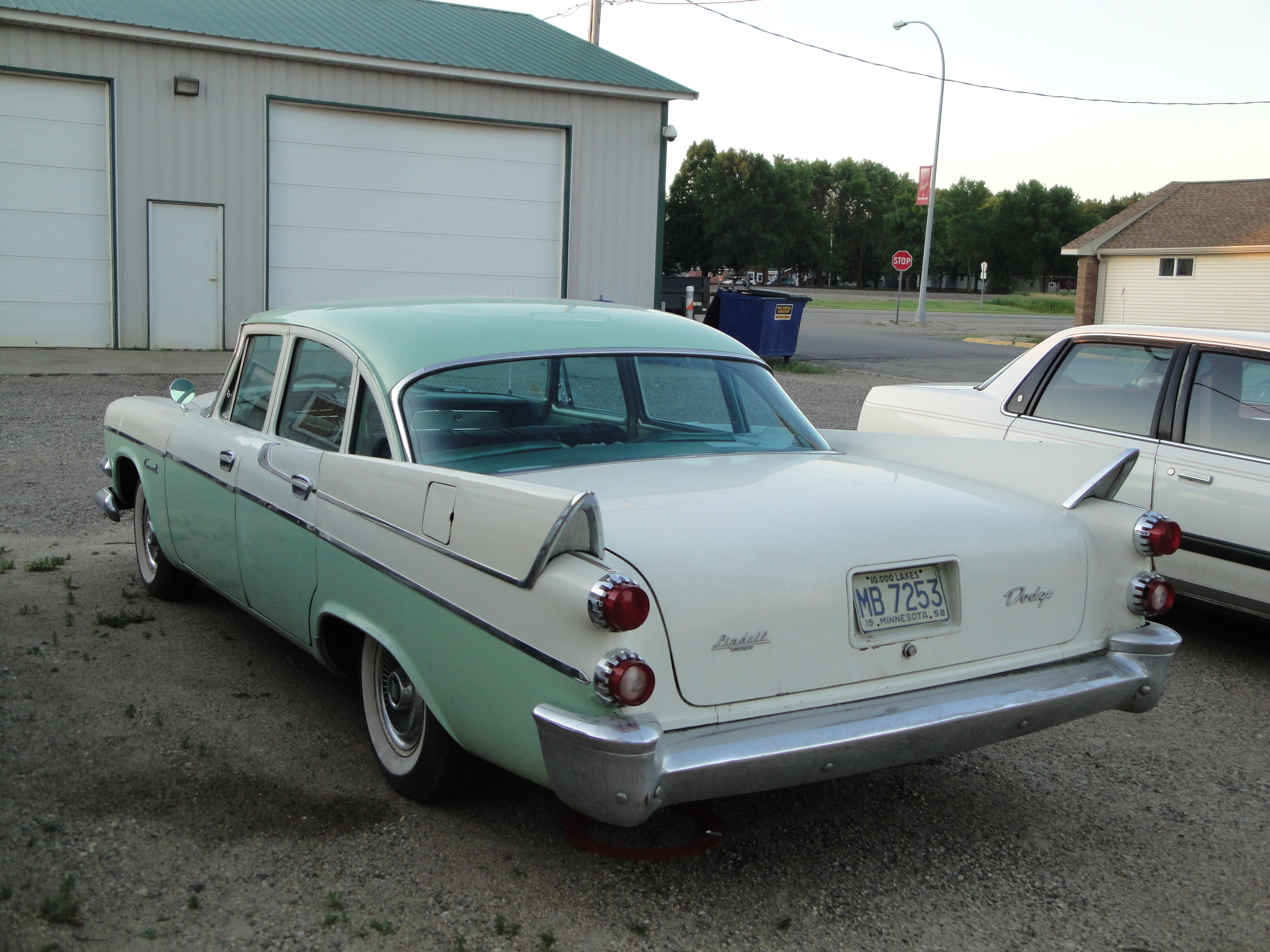
Dodge Coronet IV - tył

Dodge Coronet IV został zaprezentowany po raz pierwszy w 1957 roku.
Czwarte wcielenie Coroneta powstało w zupełnie innej koncepcji niż poprzednicy, przyjmując zupełnie nowe kształty i proporcje. Samochód stał się masywniejszy, zyskując awangardowo ukształtowane akcenty w stylistyce. Charakterystycznym elementem stały się strzeliste tylne nadkola, a także wyraźnie zarysowane przednie reflektory oraz duża chromowana atrapa chłodnicy.

### Silnik
- V6 4.4l
- V6 6.3l

## Piąta generacja

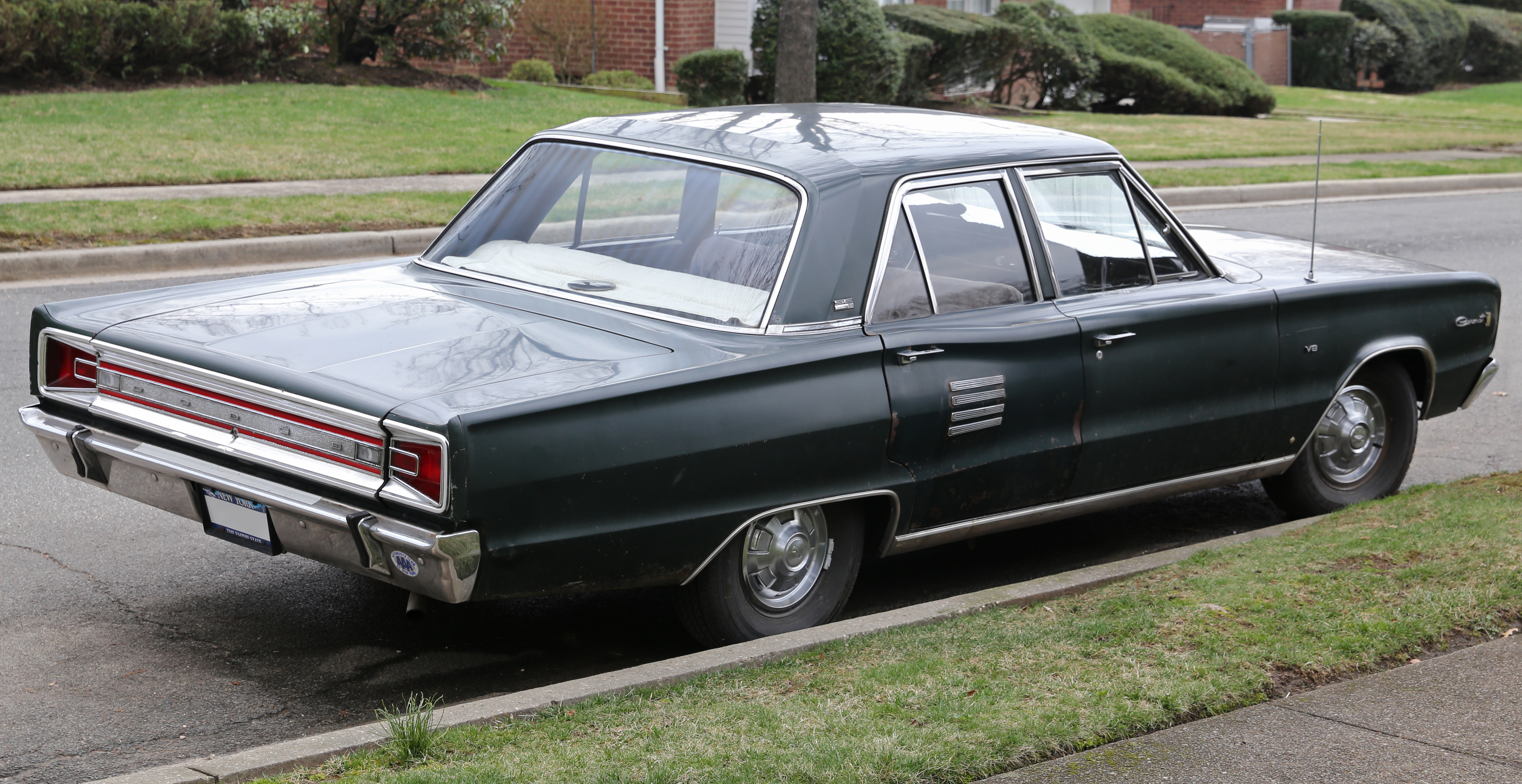
Dodge Coronet V - tył

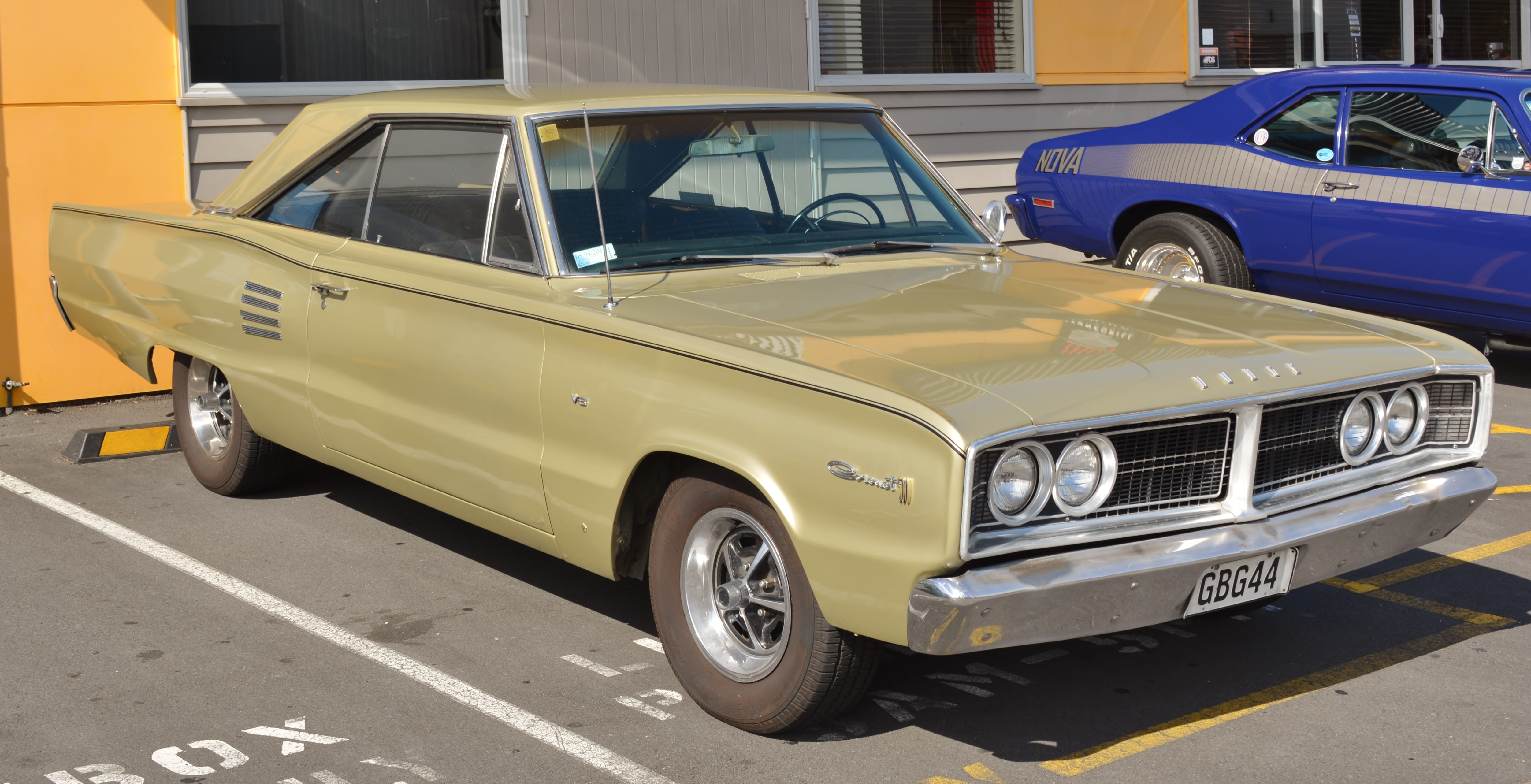
Dodge Coronet V Coupe

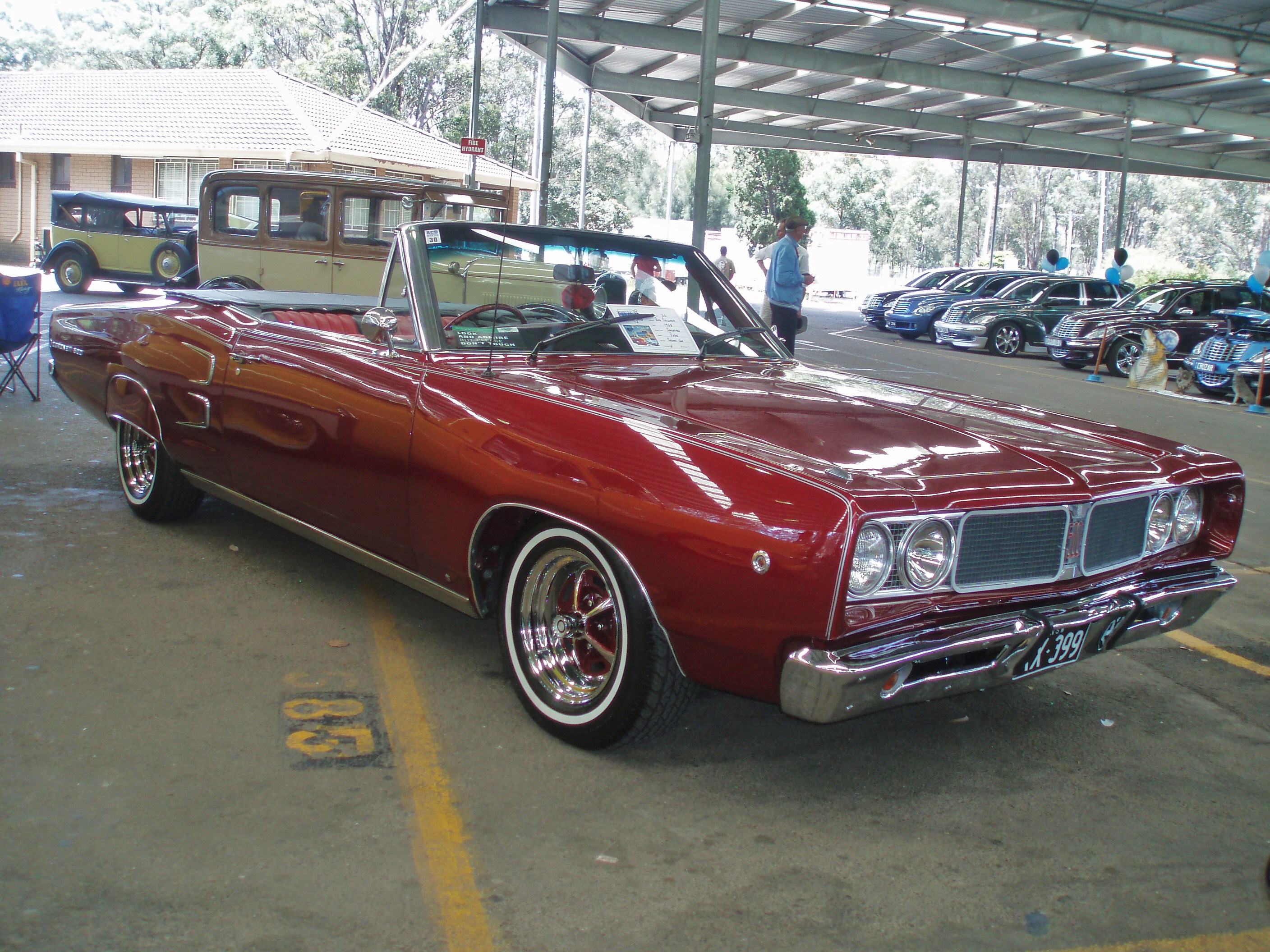
Dodge Coronet V Cabriolet

Dodge Coronet V został zaprezentowany po raz pierwszy w 1965 roku.
Piąta generacja Dodge'a Coroneta została oparta na zmodernizowanej platformie B-body, na której koncern Chrysler opracował także inne pokrewne modele zbudowane pod marką Plymouth. Rozstaw osi zmniejszono do 117 cali (3 m), przesuwając samochód do klasy aut średniej wielkości. Samochód ponownie zmienił formułę, utrzymując prostsze, bardziej zachowawcze i kanciaste proporcje nadwozia. Charakterystycznym elementem stała się tym razem duża, kanciasta atrapa chłodnicy obejmująca podwójne reflektory.

### Silniki
- L6 3.7l Slant-6
- V8 4.5l LA
- V8 5.2l A
- V8 5.2l LA
- V8 5.9l B
- V8 6.3l B Magnum
- V8 7.0l Hemi
- V8 7.2l RB Magnum

### Dane techniczne
- R6 3,7 l (3687 cm³), 2 zawory na cylinder, OHV
- Układ zasilania: gaźnik
- Średnica cylindra × skok tłoka: 86,40 mm × 104,80 mm
- Stopień sprężania: 8,4:1
- Moc maksymalna: 147 KM (108 kW) przy 4000 obr./min
- Maksymalny moment obrotowy: 292 N•m przy 2400 obr./min

## Szósta generacja

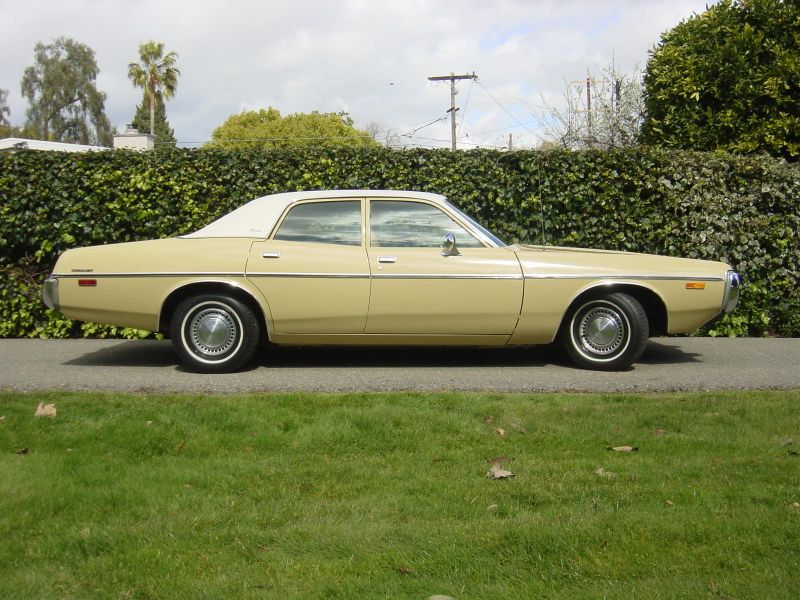
Dodge Coronet VI - profil

Dodge Coronet VI został zaprezentowany po raz pierwszy w 1971 roku.
Zgodnie z trendami panującymi wówczas w amerykańskiej motoryzacji lat 70. XX wieku, Dodge gruntownie zrestylizował szóstą generację Coroneta nadając mu bardziej obłe proporcje i masywniejsze nadkola. Nisko osadzony pas przedni zyskał dużą, chromowaną atrapę chłodnicy i okrągłe reflektory. Pojawiły się też takie charakterystyczne rozwiązania, jak kasetkowe klamki i chromowany pasek biegnący przez drzwi i błotniki. Ofertę nadwoziową okrojono tylko do dwóch wariantów - sedana i kombi.

### Silniki
- L6 3.7l Slant-6
- V8 5.2l LA
- V8 6.3l Magnum
- V8 6.6l B
- V8 7.2l RB

## Siódma generacja

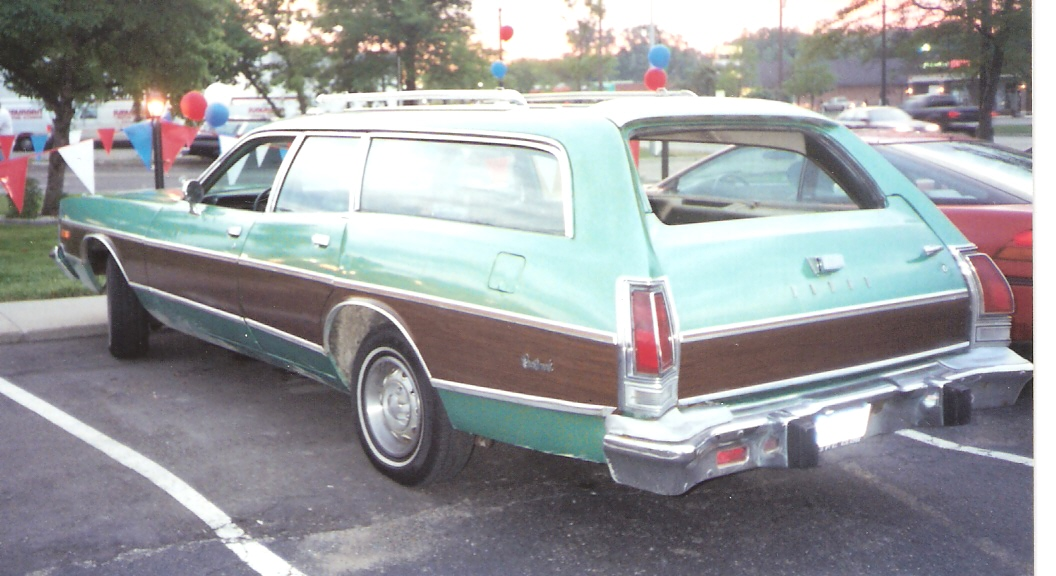
Dodge Coronet VII Kombi

Dodge Coronet VII został zaprezentowany po raz pierwszy w 1975 roku.
1975 rok był rokiem premiery siódmej, ale i ostatniej w historii generacji Dodge'a Coroneta. Samochód powstał tym razem jako bliźniacza wersja modelu Plymouth Fury, odróżniając się od niego uboższym wyposażeniem i przestylizowaną sylwetką. Samochód przeszedł ewolucyjny zakres zmian, zyskując masywny przód z podwójną, dzieloną atrapą chłodnicy i kanciastą zabudową kloszy reflektorów. Charakterystycznym elementem było wysoko poprowadzone przetłoczenie w tylnym nadkolu.

### Silniki
- L6 3.7l Slant-6
- V8 5.2l LA
- V8 5.9l LA
- V8 6.6l B
- V8 7.2l RB